# Albert Ayler
Albert Ayler (ur. 13 lipca 1936 w Cleveland, zm. 25 listopada 1970 w Nowym Jorku) – amerykański saksofonista jazzowy, uważany – obok Ornette’a Colemana – za twórcę free jazzu.

## Życiorys
W dzieciństwie grał na saksofonie altowym w kościele. W wieku 10 lat podjął naukę w szkole muzycznej, grywał też w lokalnych zespołach rhytm’n’bluesowych. W 1952 został członkiem bluesowego zespołu Little Waltera Jacobsa. Po ukończeniu szkoły średniej zaciągnął się do wojska, stacjonował m.in. we Francji. Grywał w orkiestrach wojskowych, wojskowe marsze miały stać się w przyszłości silną inspiracją dla jego muzyki.
Na początku lat 60. powrócił do Stanów Zjednoczonych, jednak ze względu na specyficzny styl gry nie mógł znaleźć pracy jako muzyk. W 1962 powrócił do Europy i zamieszkał w Szwecji. Nagrywał płyty, prowadził lokalne zespoły jazzowe, współpracował z Cecilem Taylorem. W 1964 Ayler znów zamieszkał w Stanach Zjednoczonych, w tym samym roku ukazał się jego przełomowy album Spiritual Unity, nagrany dla nowojorskiej wytwórni ESP. W tym czasie Ayler ostatecznie ukształtował swój freejazzowy styl, grając w trio z basistą Garym Peacockiem i perkusistą Sunnym Murrayem. Z trio Aylera współpracował w tym czasie trębacz Don Cherry (zastąpiony kilka lat później przez Dona Aylera).
W 1966 Ayler podpisał kontrakt ze znaną wytwórnią Impulse!. W drugiej połowie lat 60. nagrywał najczęściej z dwoma kontrabasami, co nadało jego muzyce twardsze, bardziej zdecydowane brzmienie. Pod koniec życia Ayler zarejestrował też kilka nowatorskich nagrań, inspirowanych rockiem i funkiem, wydanych pośmiertnie na płycie Holy Ghost. W 1967 przeżył pierwsze załamanie nerwowe. 5 listopada 1970 zniknął, dwadzieścia dni później jego ciało wyłowiono z rzeki East River w Nowym Jorku. Według oficjalnego śledztwa popełnił samobójstwo.

## Wybrana dyskografia
- Something Different/The First Recordings (1963)
- My Name Is Albert Ayler (1963)
- Spirits(inne języki) (1964)
- Goin’ Home (1964)swi
- Spiritual Unity (1964)
- Ghosts (1965)
- Bells (1965)
- Spirits Rejoice (1965)
- New York Eye and Ear Control (1966)
- In Greenwich Village (1967)
- Love Cry (1968)
- New Grass (1969)
- Music Is the Healing Force of the Universe (1969)
- Prophecy (1976)
- The Village Concerts (1978)
- Swing Low Sweet Spiritual (1980)
- Jesus (1981)
- At Slug’s Saloon (1982)
- Albert Ayler (1991)
- Live in Greenwich Village: The Complete Impulse Sessions(1998)
- The Copenhagen Tapes (2002)
- Holy Ghost (2004)